# Liste des cardinaux créés par Paul IV
Le pape Paul IV (1555-1559) a créé 19 cardinaux dans 4 consistoires.

## 7 juin1555
- Carlo Carafa, neveu du pape

## 20 décembre1555
- Juan Martínez Silíceo, archevêque de Tolède
- Gianbernardino Scotti, Theat., archevêque de Trani
- Diomede Carafa, évêque d'Ariano
- Scipione Rebiba, évêque de Mottola et gouverneur de Rome
- Jean Suau, évêque de Mirepoix
- Johannes Gropper, doyen de la cathédrale de Cologne
- Gianantonio Capizucchi, auditeur de la Rote romaine

## 15 mars1557
- Taddeo Gaddi, archevêque de Cosenza
- Antonio Trivulzio, iuniore, évêque de Toulon
- Lorenzo Strozzi, évêque de Béziers
- Virgilio Rosario, évêque d'Ischia, vicaire de Rome
- Jean Bertrand, archevêque de Sens
- Michele Ghislieri, O.P., évêque de Nepi (futur pape Pie V)
- Clemente d'Olera, O.F.M.Obs., supérieur général de son ordre
- Alfonso Carafa, petit-neveu du pape, clerc à Naples
- Vitellozzo Vitelli, évêque de Città di Castello
- Giovanni Battista Consiglieri, clerc romain

## 14 juin1557
- William Peto, O.F.M.Obs., évêque de Salisbury